# Cantonul Revigny-sur-Ornain
Cantonul Revigny-sur-Ornain este un canton din arondismentul Bar-le-Duc, departamentul Meuse, regiunea Lorena, Franța.

## Comune
- Andernay
- Beurey-sur-Saulx
- Brabant-le-Roi
- Chaumont-sur-Aire
- Contrisson
- Courcelles-sur-Aire
- Couvonges
- Érize-la-Petite
- Les Hauts-de-Chée
- Laheycourt
- Laimont
- Lisle-en-Barrois
- Louppy-le-Château
- Mognéville
- Nettancourt
- Neuville-sur-Ornain
- Noyers-Auzécourt
- Rancourt-sur-Ornain
- Rembercourt-Sommaisne
- Remennecourt
- Revigny-sur-Ornain
- Robert-Espagne
- Sommeilles
- Val-d'Ornain
- Vassincourt
- Vaubecourt
- Villers-aux-Vents
- Villotte-devant-Louppy